# An ninh nguồn nước

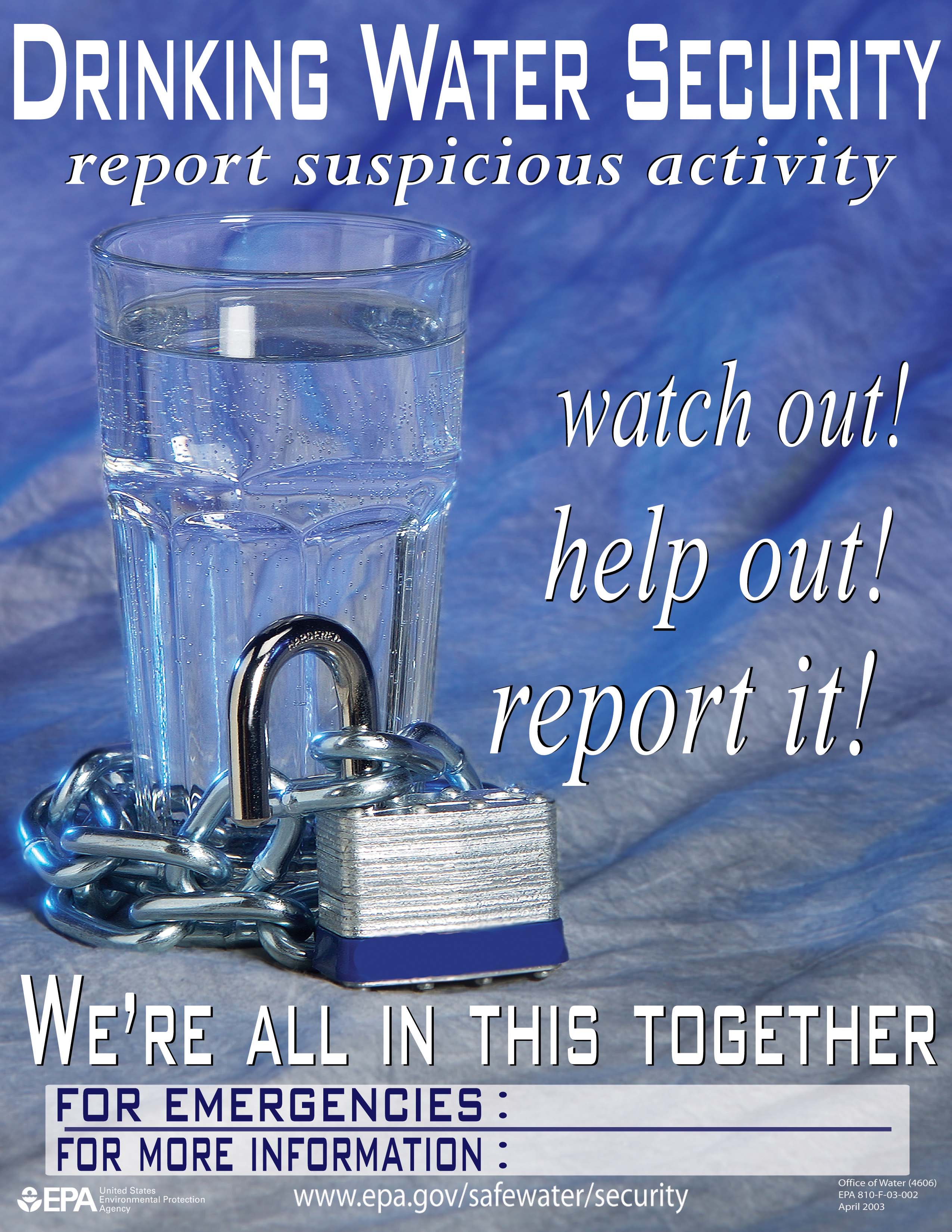
An ninh nguồn nước sạch

An ninh nguồn nước (Water security) là sự tận dụng tối đa lợi ích của nước đối với con người và hệ sinh thái, song song với mục tiêu thứ hai là hạn chế rủi ro tác động phá hoại của sức nước ở mức có thể chấp nhận được. Những rủi ro này bao gồm tình trạng bị dồn tụ quá nhiều nước (lũ lụt), tình trạng có quá ít lượng nước (hạn hán và thiếu nước) hoặc nước có chất lượng kém (ô nhiễm nước). Những người sống ở mức độ an ninh nguồn nước cao luôn có quyền tiếp cận "một lượng và chất lượng nước chấp nhận được cho sức khỏe, sinh kế và sản xuất", việc tiếp cận các dịch vụ nước và vệ sinh là một phần của an ninh nguồn nước. Một số tổ chức sử dụng thuật ngữ an ninh nguồn nước theo nghĩa hẹp hơn chỉ dành cho khía cạnh cung cấp nước. Có nhiều định nghĩa khác nhau cho thuật ngữ an ninh nguồn nước:5. Thuật ngữ an ninh nguồn nước xuất hiện như một khái niệm vào thế kỷ XXI, dùng để chỉ nghĩa rộng hơn của khái niệm tình trạng thiếu nước. 
Nội hàm của an ninh nguồn nước khác với các khái niệm về an ninh lương thực và an ninh năng lượng. Trong khi các khái niệm về an ninh lương thực, năng lượng bao gồm khả năng tiếp cận đáng khả dụng với nguồn lương thực, thực phẩm hoặc năng lượng, thì khái niệm an ninh nguồn nước không chỉ bao gồm sự thiếu hụt của yếu tố nước mà còn bao gồm sự hiện diện của nước khi có quá nhiều nước. Một định nghĩa về an ninh nguồn nước là "sự sẵn có đáng tin cậy của số lượng và chất lượng nước chấp nhận được cho sức khỏe, sinh kế và sản xuất, cùng với mức độ rủi ro liên quan đến nước chấp nhận được". Một định nghĩa tương tự về an ninh nguồn nước của UN-Water là: "khả năng của nhóm dân số trong việc bảo vệ quyền tiếp cận bền vững với số lượng nước chất lượng chấp nhận được để duy trì sinh kế, phúc lợi của con người và phát triển kinh tế xã hội, để đảm bảo bảo vệ chống lại ô nhiễm do nước và thiên tai liên quan đến sức nước, và để bảo tồn các hệ sinh thái trong môi trường hòa bình và ổn định chính trị":1.

## Đại cương

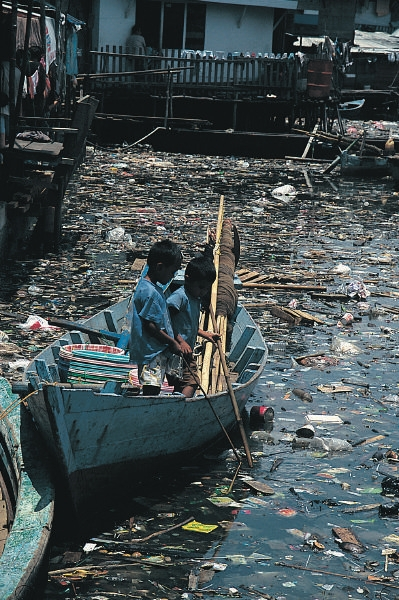
Nguồn nước bị ô nhiễm ảnh hưởng đến đời sống dân cư

Những người có thẩm quyền ra quyết định và quản lý nguồn nước hướng đến mục tiêu đạt được an ninh nước giải quyết nhiều mối quan tâm. Những kết quả này có thể bao gồm tăng cường phúc lợi kinh tế và xã hội trong khi giảm thiểu rủi ro liên quan đến yếu tố nước. Có những mối liên kết và sự đánh đổi giữa các kết quả khác nhau:13. Các nhà quy hoạch thường xem xét tác động của an ninh nước đối với các nhóm khác nhau khi họ thiết kế các chiến lược giảm thiểu biến đổi khí hậu:19–21. Ba yếu tố chính quyết định mức độ khó khăn hay dễ dàng để một xã hội duy trì an ninh nước. Chúng bao gồm môi trường thủy văn, môi trường kinh tế xã hội và những thay đổi trong tương lai do tác động của biến đổi khí hậu. Những người ra quyết định có thể đánh giá rủi ro an ninh nước ở nhiều cấp độ khác nhau. Những rủi ro này bao gồm từ hộ gia đình đến cộng đồng, thành phố, lưu vực, quốc gia và khu vực:11. Ngược lại với an ninh nguồn nước là mất an ninh nguồn nước:5. Sự mất an ninh nguồn nước đang là mối đe dọa ngày càng tăng đối với xã hội:4. 
Các yếu tố chính góp phần gây mất an ninh nguồn nước là thiếu nước, ô nhiễm nước và chất lượng nước thấp do tác động của biến đổi khí hậu. Những yếu tố khác bao gồm nghèo đói, sức mạnh phá hoại của nước và thảm họa bắt nguồn từ mối nguy hiểm tự nhiên. Biến đổi khí hậu ảnh hưởng đến an ninh nguồn nước theo nhiều cách. Các kiểu mưa thay đổi, bao gồm hạn hán, có thể có tác động lớn đến tình trạng sẵn có của nước. Lũ lụt có thể làm chất lượng nước xấu đi. Những cơn bão mạnh hơn có thể gây hư hại cho cơ sở hạ tầng, đặc biệt là ở Nam bán cầu:660. Có nhiều cách khác nhau để giải quyết tình trạng mất an ninh nguồn nước. Các phương pháp khoa học và kỹ thuật có thể tăng nguồn cung cấp nước hoặc sử dụng nước hiệu quả hơn. Các công cụ tài chính và kinh tế có thể bao gồm Chương trình lưới an toàn để đảm bảo quyền tiếp cận cho những người nghèo hơn. Các công cụ quản lý như giới hạn nhu cầu có thể cải thiện an ninh nước:16. 
Các bên hữu quan cần làm việc để tăng cường các thể chế và luồng thông tin, họ cũng có thể cải thiện quản lý chất lượng nước và tăng đầu tư vào cơ sở hạ tầng nước. Việc cải thiện khả năng phục hồi khí hậu của các dịch vụ nước và vệ sinh là rất quan trọng. Những nỗ lực này giúp giảm nghèo và đạt được phát triển bền vững. Không có phương pháp duy nhất để đo lường an ninh nước:562 Các số liệu về an ninh nước được chia thành hai nhóm. Bao gồm các số liệu dựa trên kinh nghiệm so với các số liệu dựa trên tài nguyên. Số liệu trước chủ yếu tập trung vào việc đo lường kinh nghiệm về nước của các hộ gia đình và phúc lợi của con người. Số liệu sau có xu hướng tập trung vào các kho dự trữ nước ngọt hoặc an ninh tài nguyên nước. Báo cáo đánh giá lần thứ sáu của IPCC phát hiện ra rằng các sự kiện thời tiết và khí hậu cực đoan ngày càng gia tăng đã khiến hàng triệu người phải đối mặt với mất an ninh lương thực cấp tính và an ninh nước suy giảm. Các nhà khoa học đã quan sát thấy những tác động lớn nhất ở châu Phi, châu Á, Trung Mỹ và Nam Mỹ, các đảo nhỏ và Bắc Cực:9. Báo cáo dự đoán rằng sự nóng lên toàn cầu 2°C sẽ khiến khoảng 1-4 tỷ người phải chịu tình trạng căng thẳng về nước. Báo cáo phát hiện ra rằng 1,5-2,5 tỷ người sống ở những khu vực dễ bị thiếu nước:660. 